# پایاپایی برای پیمایش در آب و هوا

ترکیبی از نیروهایی که بر روی یک بال وارد می‌شوند، نیروی خالص به سمت بالا را می‌دهد که به عنوان بالابر تلقی می‌شود.

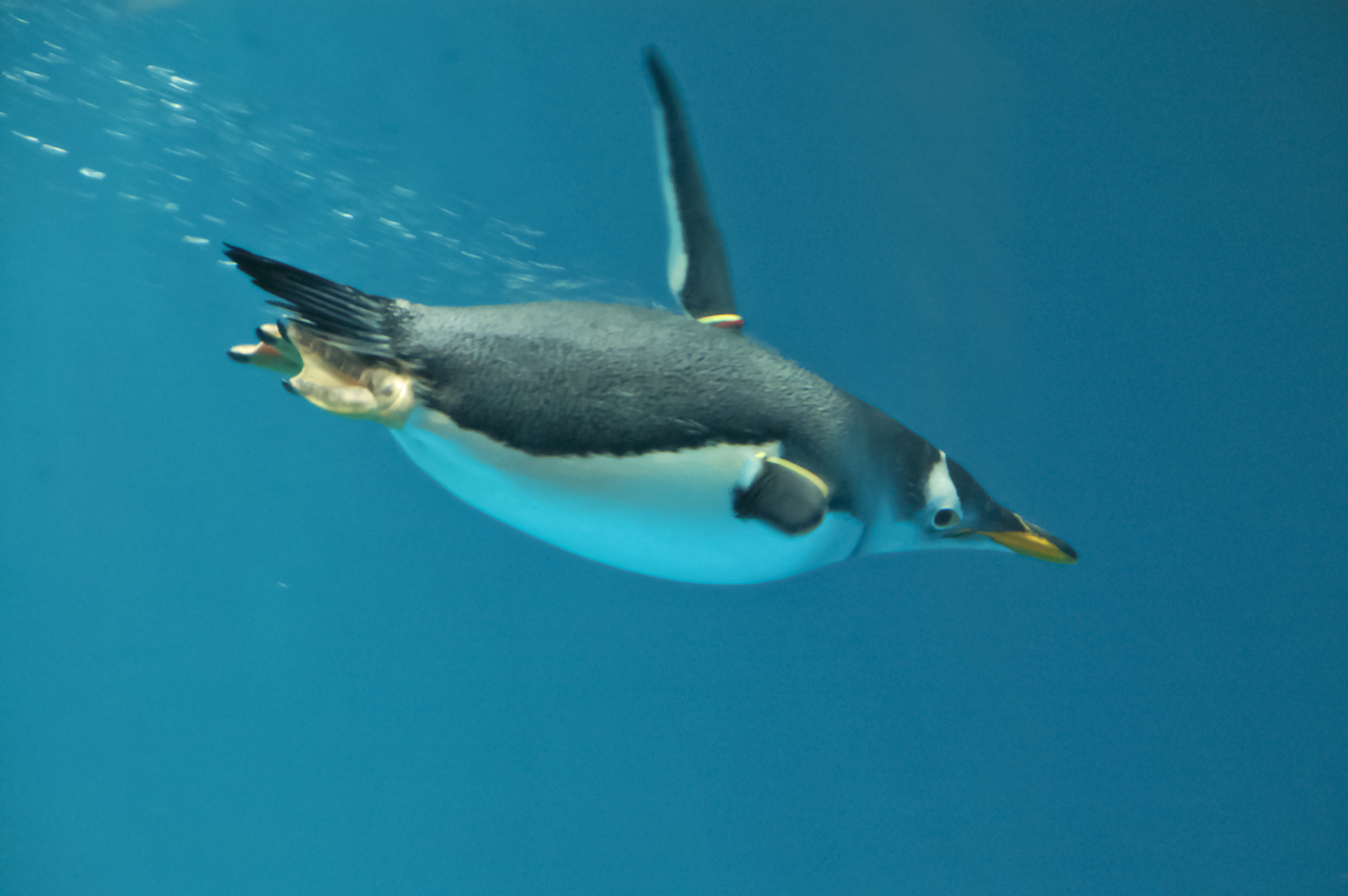
پنگوئن‌ها با «پرواز» در زیر سطح آب شنا می‌کنند.

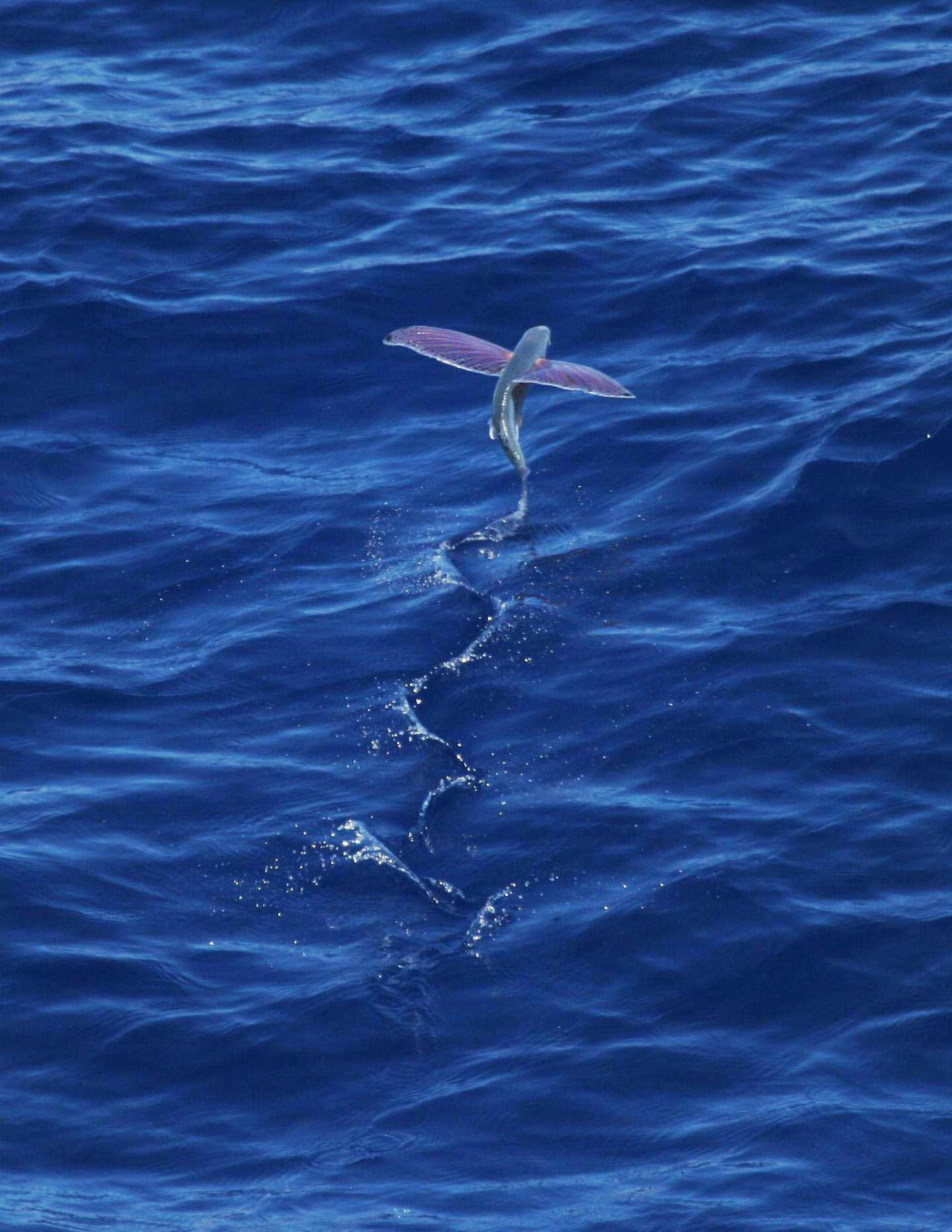
ماهی‌های پرنده از باله‌های سینه ای خود برای اوج گرفتن بالای سطح آب استفاده می‌کنند.

گونه‌های خاصی از ماهیان و پرندگان توانایی پیمایش در هوا و آب هستند، دو محیط سیال با خواص بسیار متفاوت را دارند. سیال فاز خاصی از ماده است که تحت تنش‌ها تغییر شکل می‌دهد و شامل هر نوع مایع یا گاز است. از آنجایی که سیال‌ها به راحتی قابل تغییر شکل هستند و در پاسخ به نیروهای اعمال‌شده حرکت می‌کنند، حرکت مؤثر در یک محیط سیال چالش‌های منحصر به فردی را ایجاد می‌کند؛ بنابراین ویژگی‌های ریخت‌شناسی خاص در گونه‌های جانوری که عمدتاً به حرکت سیال بستگی دارند، مورد نیاز است. از آنجایی که خواص هوا و آب بسیار متفاوت است، شنا و پرواز الزام ریخت‌شناسی بسیار متفاوتی دارند. در نتیجه، با وجود تنوع زیاد جانورانی که توانایی پرواز یا شنا را دارند، تنها تعداد محدودی از این گونه‌ها واقعاً توانایی پرواز و شنا را دارند. این گونه‌ها پایاپایی ریخت‌شناسی و رفتاری متمایز مرتبط با انتقال از هوا به آب و آب به هوا را نشان می‌دهند.

## پایاپایی‌ها
کالبدشناسی پرنده در درجه نخست برای پرواز کارآمد سازگار است. گونه‌های پرندگانی که به شنا و همچنین پرواز متکی هستند باید با الزام‌های رقابتی پرواز و شنا مقابله کنند. ویژگی‌های ریخت‌شناسی که در پرواز سودمند هستند در واقع برای عملکرد شنا زیان‌آور هستند. به عنوان مثال، ماهی‌گیرک که از بال‌های خود برای شنا و پرواز استفاده می‌کند، بالاترین هزینه پرواز را نسبت به اندازه بدن خود نسبت به دیگر جانوران دارد. در مقابل، پرندگانی که از پاهای خود برای شنا استفاده می‌کنند و در پرواز ماهرتر هستند، هزینه شنای بیشتری نسبت به غواصان بال‌پرنده مانند ماهی‌گیرک‌ها و پنگوئن‌ها دارند.
به عنوان تشدید کاهش تدریجی اندازه بال در ماهی‌گیرک‌ها، تکامل باله در پنگوئن‌ها به قیمت توانایی‌های پرواز آنها بود. فرم عملکرد را محدود می‌کند و بال‌های گونه‌های پرنده غواصی، مانند سینه‌سفیدها یا باکلان لجه‌ای به باله‌ها تبدیل نشده‌اند. باله‌های پنگوئن‌ها کلفت‌تر، فشرده‌تر و کوچک‌تر شدند، در حالی که برای خواص هیدرودینامیکی اصلاح شدند.

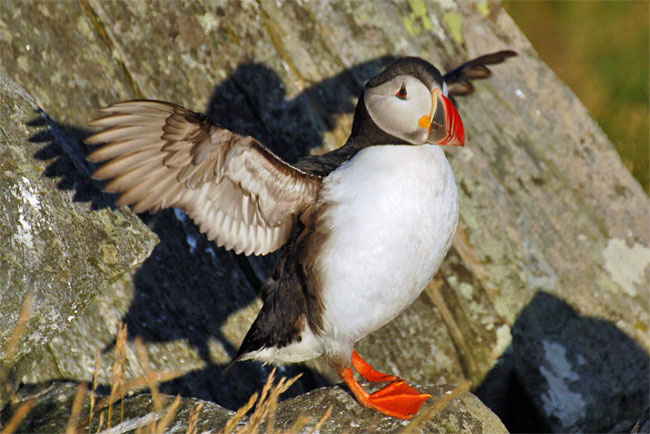
طوطی دریایی با استفاده از بالابری تولیدشده توسط بال‌هایشان شنا و پرواز می‌کنند.